# Le Gault-du-Perche
Le Gault-du-Perche (früher: Le Gault-Perche) ist eine französische Gemeinde mit 319 Einwohnern (Stand: 1. Januar 2022) im Département Loir-et-Cher in der Region Centre-Val de Loire; sie gehört zum Arrondissement Vendôme und zum Kanton Le Perche. Die Einwohner werden Drouésiens genannt.
Die Umbenennung von Le Gault-Perche auf Le Gault-du-Perche erfolgte mit Dekret 2017-149 vom 7. Februar 2017.

## Geographie
Le Gault-du-Perche ist die nördlichste Gemeinde des Départements Loir-et-Cher. Sie liegt an der Grenze zum Département Eure-et-Loir 28 Kilometer westlich von Châteaudun und etwa 62 Kilometer nordnordwestlich von Blois. Durch den Süden der Gemeinde führt die Schnellfahrstrecke LGV Atlantique. Nachbargemeinden von Le Gault-du-Perche sind La Bazoche-Gouet im Norden, Arrou im Nordosten und Osten, Le Poislay im Osten und Südosten, La Fontenelle im Südosten und Süden sowie Couëtron-au-Perche im Süden und Westen.

## Bevölkerungsentwicklung
| Jahr                       | 1962 | 1968 | 1975 | 1982 | 1990 | 1999 | 2011 | 2021 |
| Einwohner                  | 695  | 636  | 575  | 490  | 360  | 301  | 306  | 327  |
| Quellen: Cassini und INSEE |      |      |      |      |      |      |      |      |

## Sehenswürdigkeiten

Kirche Sainte-Anne

- Kirche Sainte-Anne
- Wasserturm